# Jaroslav Purkyt
Jaroslav Purkyt (9. dubna 1893 Praha – 11. srpna 1943 Drážďany) byl československý legionář, důstojník a odbojář z období druhé světové války popravený nacisty.

## Život

### Před první světovou válkou
Jaroslav Purkyt se narodil 9. dubna 1893 v Praze v rodině Eduarda Purkyta a Anny rozené Levorové. Vystudoval obchodní akademii a začal pracovat jako úředník. Byl členem Sokola.

### První světová a ruská občanská válka
Po vypuknutí první světové války byl povolán do c. a k. armády a odeslán na ruskou frontu. Zde padl v prostoru Karpat 17. února 1915 v hodnosti svobodníka do zajetí. Dne 25. května 1917 podal přihlášku do Československých legií, kam byl 31. srpna téhož roku přijat. Bojoval jako příslušník střeleckých pluků, absolvoval Sibiřskou anabázi a do Československa se vrátil v roce 1920 v hodnosti štábního kapitána. Jeho návrat doprovodila tragická událost, kdy při nevědomém odjištění granátu, který si Jaroslav Purkyt přivezl jako suvenýr, zahynuli oba jeho rodiče.

### Mezi světovými válkami
Jaroslav Purkyt pokračoval v armádní službě a dosáhl hodnosti majora. Působil jako tělovýchovný důstojník, mj. organizoval armádní vystoupení na Všesokolských sletech. V roce 1928 se vyznamenal při organizaci záchrany zásob benzínu během požáru nádraží ve Strašnicích. Vysloužil si tím osobní poděkování prezidenta Masaryka.

### Druhá světová válka
Po německé okupaci vstoupil v roce 1940 do protinacistického odboje v rámci Národního obranného svazu. Odbojová skupina měla za cíl rušení a zpomalování přesunů německých vojsk, získávání zbraní, přípravu na povstání, organizování sabotáží a dalších rušivých akcí. Díky Purkytovým vazbám na prostředí Sokola a zejména na Františka Pecháčka začala spolupracovat i se sokolským odbojem a spolupodílela se tak i na podpoře československých parašutistů z Velké Británie. Do skupiny pronikli konfidenti gestapa pod vedením Jaroslava Nachtmanna a přímo jím byl v dubnu 1942 zatčen i Jaroslav Purkyt. Vězněn byl mj. v Budyšíně. Za svou činnost byl odsouzen k trestu smrti a dne 11. srpna 1943 popraven gilotinou v Drážďanech.

## Rodina
Jaroslav Purkyt se oženil v roce 1922 s Vlastou Purkytovou. Manželům se narodila dcera Dagmar a syn Jaroslav. Jaroslav Purkyt maldší byl během druhé světové války totálně nasazen v Německu, zúčastnil se Pražského povstání, bojoval v okolí Národního muzea.